# Кузня-Рациборська (гміна)
Гміна Кузня-Рациборська (пол. Gmina Kuźnia Raciborska) — місько-сільська гміна у південній Польщі. Належить до Рациборського повіту Сілезького воєводства.
Станом на 31 грудня 2011 у гміні проживало 12079 осіб.

## Територія
Згідно з даними за 2007 рік площа гміни становила 126.84 км², у тому числі:
- орні землі: 18.00%
- ліси: 73.00%

Таким чином, площа гміни становить 23.32% площі повіту.

## Населення
Станом на 31 грудня 2011:
| Опис     | Загалом | Загалом | Чоловіки | Чоловіки | Жінки | Жінки |
| -------- | ------- | ------- | -------- | -------- | ----- | ----- |
| одиниця  | осіб    | %       | осіб     | %        | осіб  | %     |
| все      | 12079   | 100     | 6047     | 50.06    | 6032  | 49.94 |
| міське   | 5560    | 100     | 2788     | 50.14    | 2772  | 49.86 |
| сільське | 6519    | 100     | 3259     | 49.99    | 3260  | 50.01 |

## Сусідні гміни
Гміна Кузня-Рациборська межує з такими гмінами: Берава, Лискі, Нендза, Пільховіце, Рудник, Сосніцовіце, Цисек.